# 要町站
要町站（日语：／ Kanamechō eki */?）是位於日本東京都豐島區要町一丁目，屬於東京地下鐵的鐵路車站。有樂町線和副都心線皆在本站交會。包括此站的小竹向原站－池袋站路段，有樂町線在上層，而副都心線在下層。因此此站的有樂町線月台正下方就是副都心線月台。有樂町線的車站編號是Y 08、副都心線是F 08。

## 歷史
- 1983年（昭和58年）6月24日：營團地下鐵要町站隨有樂町線營團成增（現稱地下鐵成增）至池袋段一同開業。
- 2003年（平成15年）2月：成為業務委託站。
- 2004年（平成16年）4月1日：營團地下鐵民營化，本站由東京地下鐵接手經營。
- 2008年（平成20年）6月：副都心線站區開業。
- 2011年（平成23年）1月10日：有樂町線月台啟用月台門。
- 2011年（平成23年）2月25日：導入發車音樂[2]。

## 車站構造
要町站位於要町通地下，並與山手通、首都高速中央環狀線山手隧道交會。由於本站結構與首都高速中央環狀線及周邊地區的維生管線形成一體化的巨大地下構造，因此被稱為「要町盒子」、「環六盒子」。由於環六盒子的興建歷史緣故，本站月台比山手隧道更深。另外，副都心線月台下有四根山手隧道的換氣管，則是環六盒子進行擴建時增設的。
本站月台採上下2層島式月台各1面2線設計，上方為有樂町線月台，下方為副都心線月台，與小竹向原－池袋段其他車站相同。其中副都心線月台實際上與有樂町線月台一同落成，但直到副都心線站區啟用時才開放使用。因此，有樂町線月台往副都心線月台的樓梯空間皆被遮蔽。剪票口至月台間的電梯雖能通至副都心線月台，但當時上僅開放至有樂町線本線（當時）月台。另外，隨著副都心線通車與有樂町線和光市站 - 池袋站間的準急開始運行。有樂町線月台的廣播機器也隨之更新，廣播內容加入列車編組長度。但有樂町線內的準急已在2010年3月廢止。
月台設備方面，初期有樂町線月台不設月台閘門，於2010年才安裝閘門，並於2011年1月8日啟用。而副都心線月台自啟用起已設有月台閘門。

### 月台配置
| 月台                    | 路線     | 目的地                                        | 備註                                                                                              |
| ----------------------- | -------- | --------------------------------------------- | ------------------------------------------------------------------------------------------------- |
| 有樂町線月台（地下2樓） |          |                                               |                                                                                                   |
| 1                       | 有樂町線 | 池袋、有樂町、新木場方向                      |                                                                                                   |
| 2                       | 有樂町線 | 和光市、森林公園方向                          | 和光市站直通 東武東上線 （至森林公園站）、或 小竹向原站直通 西武池袋線（經 西武有樂町線至飯能站） |
| 副都心線月台（地下3樓） |          |                                               |                                                                                                   |
| 3                       | 副都心線 | 池袋、新宿三丁目、澀谷、橫濱、元町·中華街方向 | 澀谷站直通 東急東橫線、 橫濱站直通 港未來線                                                       |
| 4                       | 副都心線 | 和光市、森林公園、飯能方向                    | 和光市站直通 東武東上線 （至森林公園站）、或 小竹向原站直通 西武池袋線（經 西武有樂町線至飯能站） |

（來源：東京地下鐵:構內圖 （页面存档备份，存于））

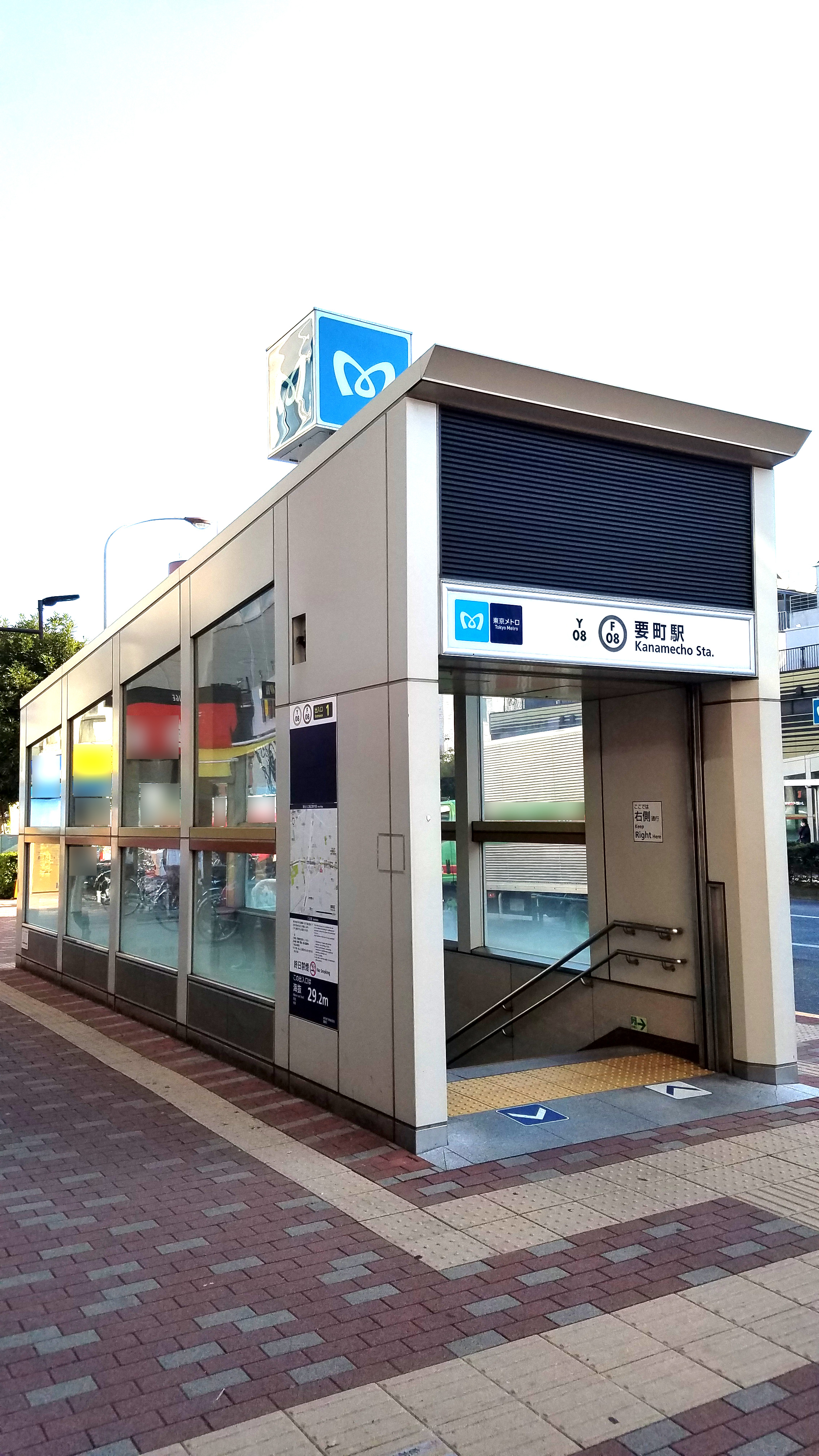
1號出入口（2021年12月）
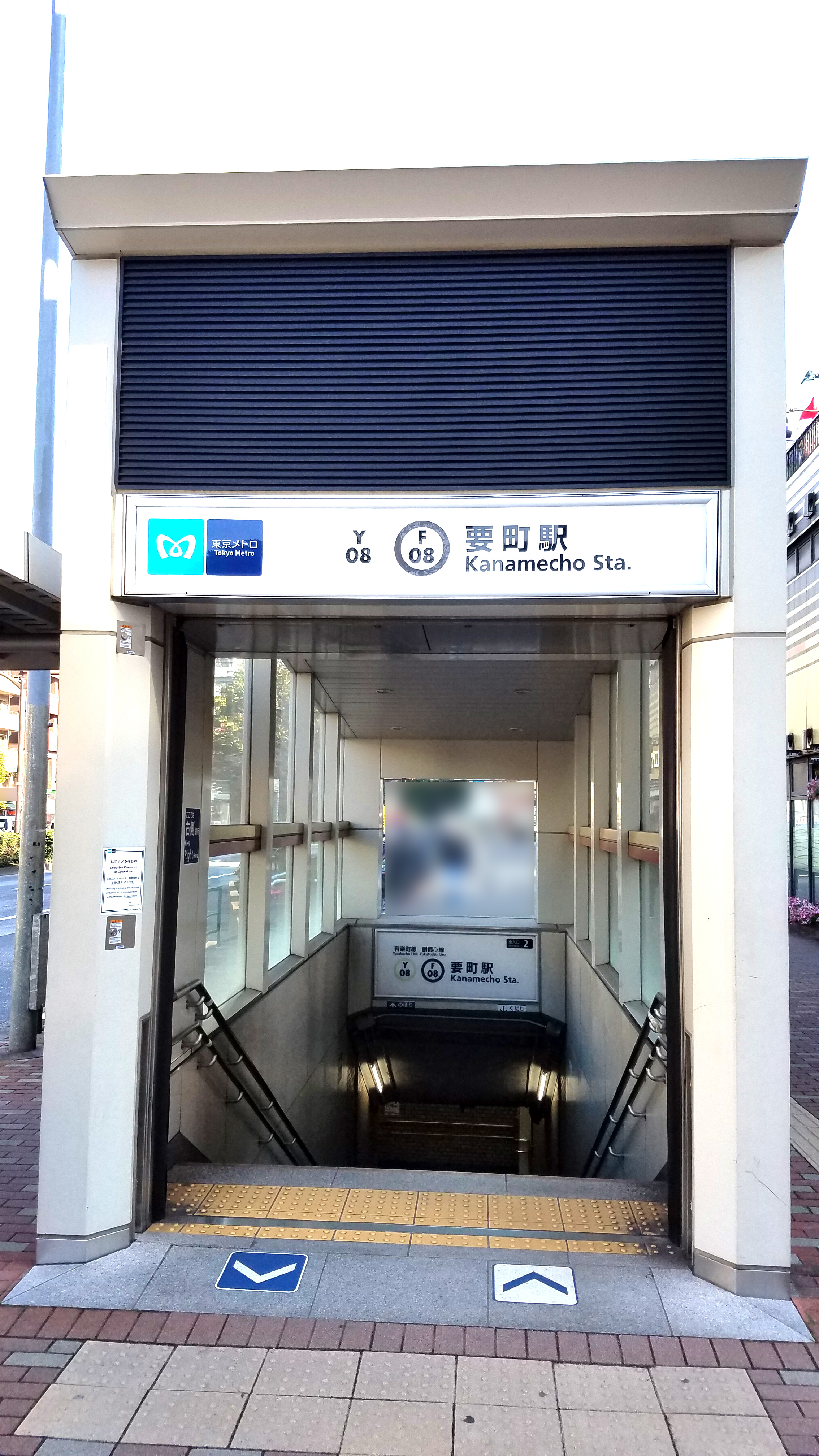
2號出入口（2021年12月）
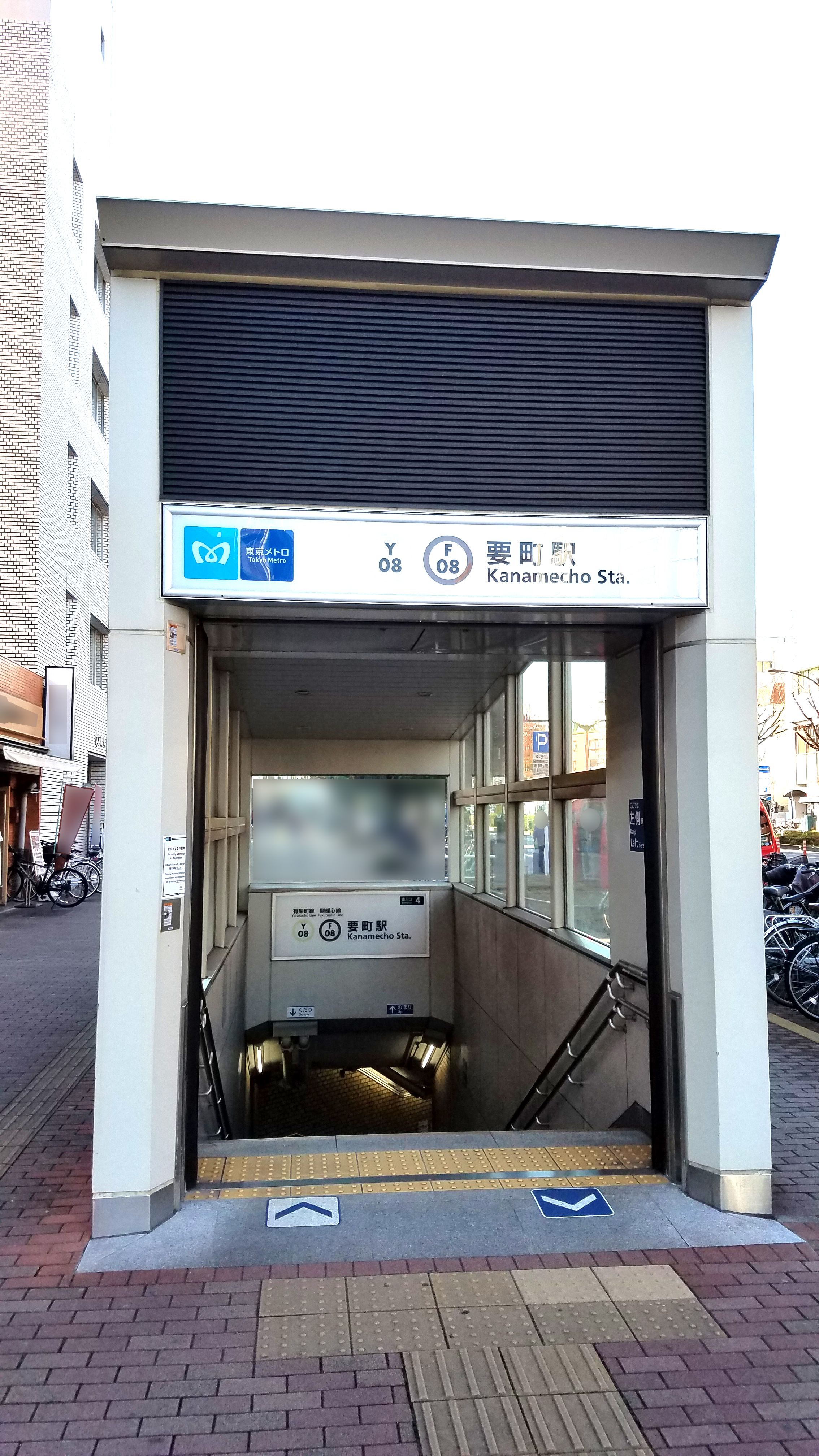
4號出入口（2021年12月）
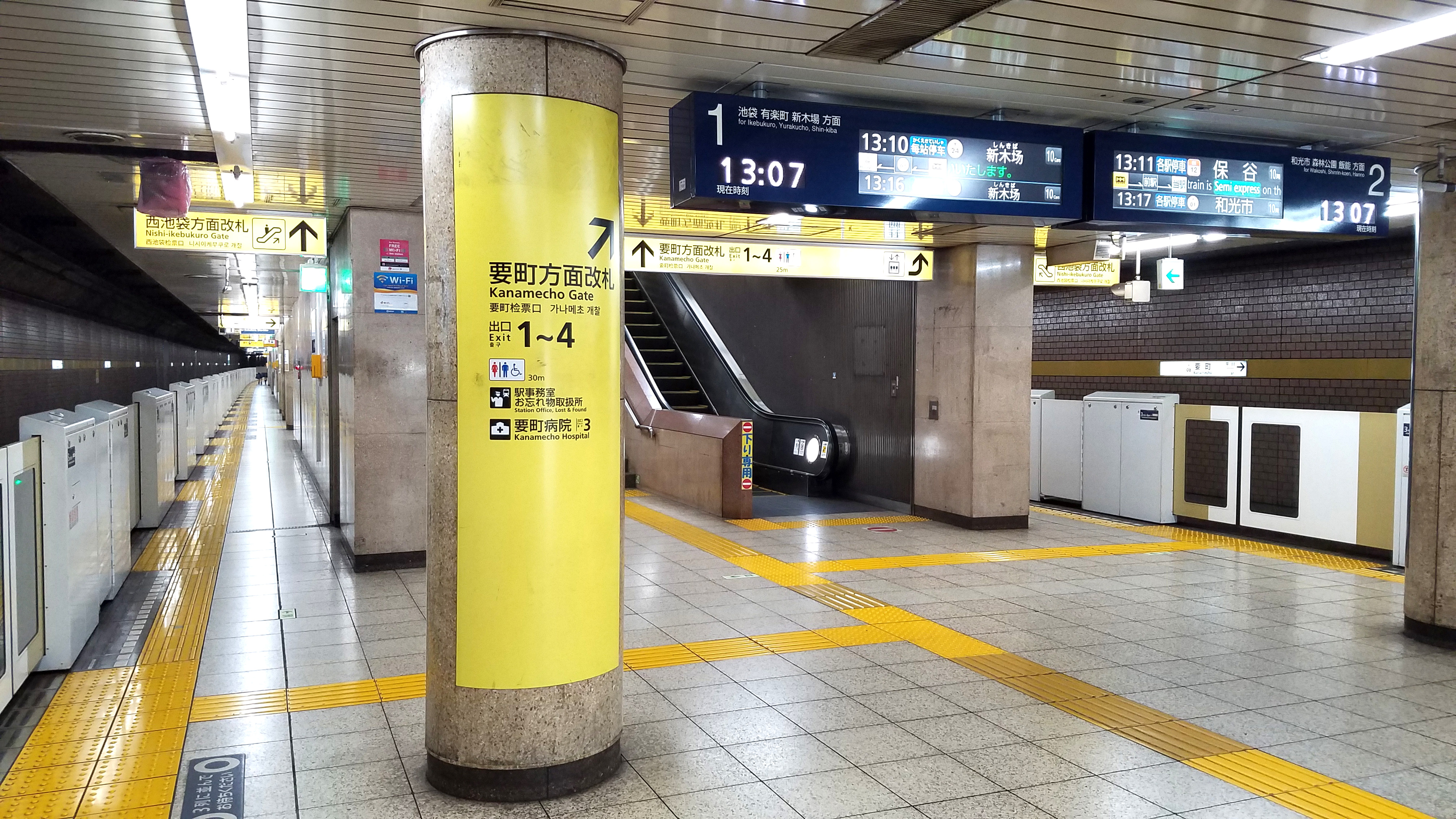
有樂町線月台（2021年12月）
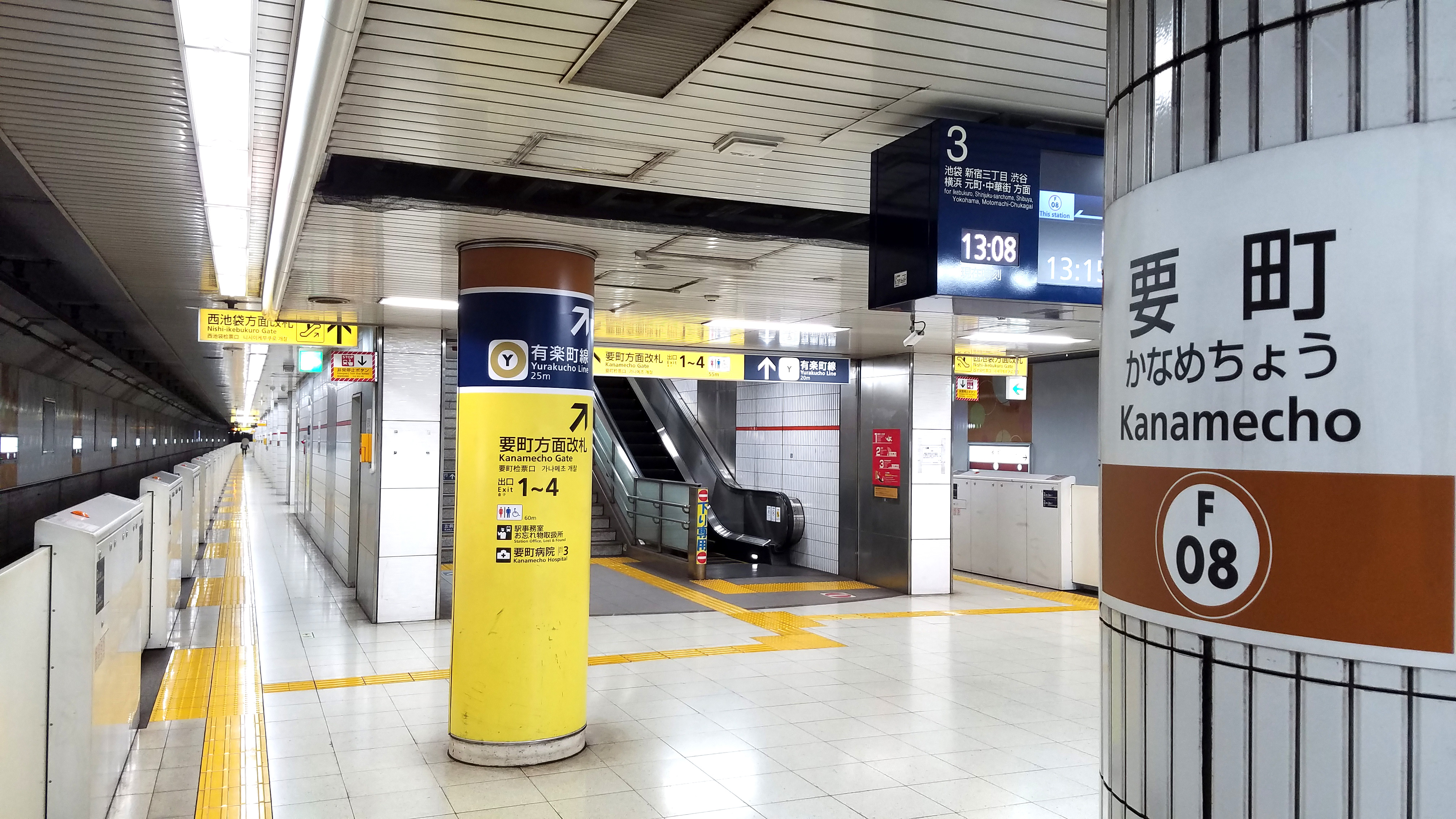
副都心線月台（2021年12月）

### 發車音樂
有樂町線月台自2011年2月25日起，副都心線月台自開業當初起採用Switch制作的發車音樂。
| 月台 | 路線     | 曲名               | 作曲者   |
| ---- | -------- | ------------------ | -------- |
| 1    | 有樂町線 | 休みながら         | 谷本貴義 |
| 2    | 有樂町線 | 電車へステップ     | 福嶋尚哉 |
| 3    | 副都心線 | City Runner        | 福嶋尚哉 |
| 4    | 副都心線 | イーストパラダイス | 福嶋尚哉 |

## 利用狀況
- 東京地下鐵 - 2017年度1日平均上下車人次為40,095人[使用人數 1]。
東京地下鐵全部130個車站當中排名第92位。

### 各年度1日平均上下車人次
各年度1日平均上下車人次如下表。
| 年度               | 營團 / 東京地下鐵  | 營團 / 東京地下鐵 |
| 年度               | 1日平均 上下車人次 | 增長率            |
| ------------------ | ------------------ | ----------------- |
| 2003年（平成15年） | 29,161             |                   |
| 2004年（平成16年） | 28,869             | −1.0%             |
| 2005年（平成17年） | 28,977             | 0.4%              |
| 2006年（平成18年） | 29,776             | 2.8%              |
| 2007年（平成19年） | 30,750             | 3.3%              |
| 2008年（平成20年） | 34,915             | 13.5%             |
| 2009年（平成21年） | 33,588             | −3.8%             |
| 2010年（平成22年） | 34,082             | 1.5%              |
| 2011年（平成23年） | 33,401             | −2.0%             |
| 2012年（平成24年） | 35,332             | 5.8%              |
| 2013年（平成25年） | 36,907             | 4.5%              |
| 2014年（平成26年） | 36,955             | 0.1%              |
| 2015年（平成27年） | 38,475             | 4.1%              |
| 2016年（平成28年） | 39,204             | 1.9%              |
| 2017年（平成29年） | 40,095             | 2.3%              |

### 各年度1日平均上車人次（1983年－2000年）
各年度1日平均上車人次如下表。
| 年度               | 有樂町線 | 來源              |
| ------------------ | -------- | ----------------- |
| 1983年（昭和58年） | 10,683   | [ 東京都統計 1 ]  |
| 1984年（昭和59年） | 10,005   | [ 東京都統計 2 ]  |
| 1985年（昭和60年） | 11,033   | [ 東京都統計 3 ]  |
| 1986年（昭和61年） | 11,918   | [ 東京都統計 4 ]  |
| 1987年（昭和62年） | 12,762   | [ 東京都統計 5 ]  |
| 1988年（昭和63年） | 13,860   | [ 東京都統計 6 ]  |
| 1989年（平成元年） | 14,540   | [ 東京都統計 7 ]  |
| 1990年（平成02年） | 14,945   | [ 東京都統計 8 ]  |
| 1991年（平成03年） | 15,041   | [ 東京都統計 9 ]  |
| 1992年（平成04年） | 15,518   | [ 東京都統計 10 ] |
| 1993年（平成05年） | 15,504   | [ 東京都統計 11 ] |
| 1994年（平成06年） | 15,474   | [ 東京都統計 12 ] |
| 1995年（平成07年） | 15,333   | [ 東京都統計 13 ] |
| 1996年（平成08年） | 15,296   | [ 東京都統計 14 ] |
| 1997年（平成09年） | 15,197   | [ 東京都統計 15 ] |
| 1998年（平成10年） | 15,140   | [ 東京都統計 16 ] |
| 1999年（平成11年） | 14,713   | [ 東京都統計 17 ] |
| 2000年（平成12年） | 14,726   | [ 東京都統計 18 ] |

### 各年度1日平均上車人次（2001年以後）
| 年度               | 有樂町線 | 副都心線 | 來源              |
| ------------------ | -------- | -------- | ----------------- |
| 2001年（平成13年） | 14,751   | 未開業   | [ 東京都統計 19 ] |
| 2002年（平成14年） | 14,638   | 未開業   | [ 東京都統計 20 ] |
| 2003年（平成15年） | 14,751   | 未開業   | [ 東京都統計 21 ] |
| 2004年（平成16年） | 14,825   | 未開業   | [ 東京都統計 22 ] |
| 2005年（平成17年） | 14,948   | 未開業   | [ 東京都統計 23 ] |
| 2006年（平成18年） | 15,364   | 未開業   | [ 東京都統計 24 ] |
| 2007年（平成19年） | 15,893   | 未開業   | [ 東京都統計 25 ] |
| 2008年（平成20年） | 12,044   | 5,962    | [ 東京都統計 26 ] |
| 2009年（平成21年） | 10,507   | 6,748    | [ 東京都統計 27 ] |
| 2010年（平成22年） | 10,432   | 6,945    | [ 東京都統計 28 ] |
| 2011年（平成23年） | 10,041   | 7,032    | [ 東京都統計 29 ] |
| 2012年（平成24年） | 10,352   | 7,598    | [ 東京都統計 30 ] |
| 2013年（平成25年） | 10,584   | 8,225    | [ 東京都統計 31 ] |
| 2014年（平成26年） | 10,805   | 8,159    | [ 東京都統計 32 ] |
| 2015年（平成27年） | 11,240   | 8,478    | [ 東京都統計 33 ] |
| 2016年（平成28年） | 11,249   | 8,622    | [ 東京都統計 34 ] |

備註
1. ↑  1983年6月24日開業。
2. ↑  2008年6月14日開業。

## 車站周邊
- 東京都道441號池袋谷原線（要町通）
- 東京都道317號環狀六號線（山手通）
- 豐島區西部保健福祉中心、豐島區西部高齡者綜合相談中心
- 池袋消防署（日语：東京消防庁第五消防方面本部）高松出張所
- 豐島區立熊谷守一美術館（日语：熊谷守一）
- 豐島要町一郵便局
- 豐島千早郵便局
- 豐島高松郵便局
- 立教大學池袋校區
- 立教池袋高等學校（日语：立教池袋高等学校）
- 立教池袋中學校（日语：立教池袋中学校）
- 立教小學校（日语：立教小学校）
- 城西大學附屬城西中學校、高等學校（日语：城西大学附属城西中学校・高等学校）
- 豐島區立千川中學校（日语：豊島区立千川中学校）
- 豐島區立要小學校
- 高松入口 - 首都高速中央環狀線
- 西池袋出入口 - 同上
- 國際興業巴士池袋營業所（日语：国際興業バス池袋営業所）
- 東都自動車（日语：東都自動車）本社

### 巴士路線
最接近本站的巴士站是「要町站」巴士站。途經該站的巴士路線分別由國際興業巴士和關東巴士營運。
1號乘車處
- 池02：熊野町循環 往池袋站西口（國際）
- 池04：中丸町循環 往池袋站西口（國際）
- 池20、池20-2：往高島平操車場（國際）
- 池21：往高島平站（國際）
- 池80：往池袋車庫（日语：国際興業バス池袋営業所）（國際）
- 池82：熊野町循環 往池袋車庫（國際）
- 池84：中丸町循環 往池袋車庫（國際）

2號乘車處
- 池03、20、21、83：往池袋站西口（國際）
- 池83：往池袋車庫（國際）

3號乘車處
- 池03：要町循環 往池袋站西口（國際）
- 池05、85：往日大醫院（日语：日本大学医学部附属板橋病院）（國際）
- 池07：往江古田二又（國際）
- 池83：要町循環 往池袋車庫（国際）

4號乘車處
- 池02、04、05、82、84：往池袋站西口（國際）
- 池07：往陽光城南（國際）
- 池82、84、85：往池袋車庫（國際）

5號乘車處
- 池11：往中野站北口（國際、關東）

## 相鄰車站
東京地下鐵
 有樂町線（只限各站停車）
千川（Y 07）－要町（Y 08）－池袋（Y 09）
 副都心線

■急行、■通勤急行
通過
■各站停車
千川（F 07）－要町（F 08）－池袋（F 09）

### 來源
地下鐵1日平均使用人數
1. ↑  各駅の乗降人員ランキング （页面存档备份，存于） - 東京メトロ

地下鐵統計資料
1. ↑  .   [2017-05-01]. （原始内容存档于2017-07-31）.
2. 1 2  としまの統計 （页面存档备份，存于） - 豊島区

東京都統計年鑑
1. ↑  .   [2017-05-01]. （原始内容存档于2015-06-29）.
2. ↑  .   [2017-05-01]. （原始内容存档于2015-06-29）.
3. ↑  .   [2017-05-01]. （原始内容存档于2016-03-05）.
4. ↑  .   [2017-05-01]. （原始内容存档于2016-03-05）.
5. ↑  .   [2017-05-01]. （原始内容存档于2015-06-29）.
6. ↑  .   [2017-05-01]. （原始内容存档于2016-03-05）.
7. ↑  .   [2017-05-01]. （原始内容存档于2016-03-05）.
8. ↑  .   [2017-05-01]. （原始内容存档于2016-03-05）.
9. ↑  .   [2017-05-01]. （原始内容存档于2016-03-05）.
10. ↑  .   [2017-05-01]. （原始内容存档于2013-08-15）.
11. ↑  .   [2017-05-01]. （原始内容存档于2013-02-03）.
12. ↑  .   [2017-05-01]. （原始内容存档于2013-02-03）.
13. ↑  .   [2017-05-01]. （原始内容存档于2013-02-03）.
14. ↑  .   [2017-05-01]. （原始内容存档于2013-02-03）.
15. ↑  .   [2017-05-01]. （原始内容存档于2016-03-04）.
16. ↑  平成10年PDF
17. ↑  平成11年PDF
18. ↑  .   [2017-05-01]. （原始内容存档于2016-03-04）.
19. ↑  .   [2017-05-01]. （原始内容存档于2016-03-04）.
20. ↑  .   [2017-05-01]. （原始内容存档于2017-07-29）.
21. ↑  .   [2017-05-01]. （原始内容存档于2017-07-29）.
22. ↑  .   [2017-05-01]. （原始内容存档于2017-07-29）.
23. ↑  .   [2017-05-01]. （原始内容存档于2017-07-29）.
24. ↑  .   [2017-05-01]. （原始内容存档于2017-07-29）.
25. ↑  .   [2017-05-01]. （原始内容存档于2017-07-29）.
26. ↑  .   [2017-05-01]. （原始内容存档于2017-07-29）.
27. ↑  .   [2017-05-01]. （原始内容存档于2016-03-26）.
28. ↑  .   [2017-05-01]. （原始内容存档于2016-03-27）.
29. ↑  .   [2017-05-01]. （原始内容存档于2016-03-25）.
30. ↑  .   [2017-05-01]. （原始内容存档于2016-03-27）.
31. ↑  .   [2017-05-01]. （原始内容存档于2016-03-22）.
32. ↑  .   [2017-05-01]. （原始内容存档于2017-07-30）.
33. ↑  .   [2019-01-10]. （原始内容存档于2018-11-09）.
34. ↑  .   [2019-01-10]. （原始内容存档于2019-05-02）.

## 外部連結
- 要町/Y08/F08 | 路線・車站資訊 | 東京地下鐵